# Confédération ionienne
Dans l'Antiquité, la Confédération ionienne (grec ancien : Τὸ Κοινὸν τῶν Ἰώνων / tò koïnòn tỗn Iốnôn), également connue sous la simple dénomination les Ioniens (Οἱ Ἴωνες / Hoi Íônes) (ou encore Ligue ionienne, ou Dodécapole ionienne) est une alliance de douze cités grecques ioniennes de la côte anatolienne et des îles adjacentes. Sa fonction est double. Sur le plan religieux, c'est une amphictyonie chargée du culte de Poséidon Helikonios au sanctuaire du Panionion, au cap Mycale ; sur le plan politique, elle permet d'unifier les Grecs d'Asie mineure contre les Perses.

## Origine
Selon une tradition rapportée par Hérodote, les Ioniens sont à l'origine des Achéens chassés de leurs terres ; elle s'explique probablement par le rapprochement entre le culte de Poséidon à Hélikè, en Achaïe et celui de Poséidon Helikonios, qui unit tous les Ioniens, mais n'a pas de fondement historique. L'inscription dite « Chronique de Paros » fixe la création de la Confédération au même moment que la fondation de Milet et des autres cités ioniennes et lui assigne la date 1086-1085 av. J.-C. ou 1086-1075 av. J.-C. suivant la lecture) ; là encore, il ne s'agit que d'une supposition sans fondement.
L'existence de la Confédération est attestée depuis le début du VIIe siècle av. J.-C. au moins, ce qui la place parmi les plus anciens koina de la Grèce ancienne, avec la Ligue maritime de Calaurie. Pour Wilamowitz, l'alliance se forme vers 700 av. J.-C. pour mener la guerre contre la cité de Mélia, sur le territoire de laquelle se trouve le Panionion ; elle est ensuite transformée en confédération formelle puis pour lutter contre les agressions lydiennes. On a objecté qu'un conflit contre une ville comme Mélia ne nécessite pas l'alliance de douze cités ; ensuite, aucune trace ne subsiste d'une confédération anti-lydienne, sachant que les Lydiens se signalent plutôt par leur bienveillance envers les Grecs. La guerre contre Mélia ne serait donc qu'un événement parmi d'autres dans la vie de la Confédération. La Confédération aurait plutôt été créée dans une optique d'expansion aux dépens des Éoliens, dont une partie du territoire a servi à la création des cités ioniennes ; elle se serait ensuite consolidée contre les Cimmériens.

## Organisation
À l'époque d'Hérodote, le nombre des cités ioniennes est canoniquement fixé à douze : Milet, Myonte et Priène en Carie, Éphèse, Colophon, Lébédos, Téos, Clazomènes et Phocée en Lydie, ainsi que les îles de Samos et Chios et Érythrées. Il est certain que ce n'est pas le nombre originel, puisque Mélia est détruite par les autres membres et que les textes attestent des adhésions successives de Smyrne, Chios, Phocée, voire Érythrées et Clazomènes. La Confédération dans sa configuration maximale comporte donc treize membres.
Contrairement à l'amphictyonie de Delphes, la principale fonction de la Confédération ionienne n'est pas religieuse : le culte de Poséidon Helikonios doit sa notoriété aux Ioniens, et non l'inverse. Il s'agit d'une alliance essentiellement politique, dotée du pouvoir de faire la guerre et d'arbitrer les différends. Ses délégués (σύνεδροι / súnedroi, « synèdres ») se réunissent dans le sanctuaire du Panionion, sans doute à intervalles réguliers. Aucune mention n'est faite d'un exécutif fédéral ; au vu de l'inefficacité de la Confédération dans la guerre contre la Lydie, puis contre les Perses, on peut déduire qu'elle doit compter sur ses États membres pour appliquer ses directives.
Hérodote rapporte plusieurs tentatives de réforme de la Confédération ionienne au moment de la domination du roi achéménide Cyrus II. Bias de Priène, l'un des Sept Sages, propose ainsi un synœcisme, c'est-à-dire la réunion de plusieurs villes ou cités en une seule, en l'occurrence située en Sardaigne : ainsi établis sur une position forte, les Ioniens pourraient retrouver leur liberté. À la même époque, toujours selon Hérodote, Thalès de Milet effectue une autre proposition dont la portée exacte fait débat : pour certains, il s'agit pour les cités d'abandonner leur indépendance pour se placer sous la direction de Téos, sur le modèle de la future Confédération chalcidienne ; pour d'autres, le modèle est plutôt celui d'un Commonwealth ; pour d'autres encore, il s'agit de transférer à titre exclusif à un conseil fédéral la compétence des relations internationales, dont le droit de faire la guerre et de signer des traités. Ni la proposition de Bias, ni celle de Thalès n'est acceptée, ce qu'Hérodote déplore : elle « les eût rendus les plus heureux de tous les Grecs, s'ils eussent voulu le suivre. » 
D'autres territoires et îles méditerranéennes ressentent également le besoin de s’allier, puis de s’unir pour résister aux pillages. La voie ouverte par la Confédération ionienne est suivie par les Athéniens qui instaurent une solidarité locale par le synœcisme vers 750 av. J.-C. et par la Confédération thessalienne vers 700 av. J.-C.; à son tour, la grande île du sud forme la Confédération péloponnésienne vers 500 av. J.-C. Ces processus d'unification de peuples et de nations s'amplifieront au fil du temps.